# Daphne Blake
Daphne Blake lik je iz serije serijala i filmova Scooby Doo. Ima do ramena dugu narančastu kosu. Nosi ljubičastu haljinu, traku za kosu i cipele, ružičaste hulahupke i zelenu maramu (u serijalu What's New, Scooby Doo? i dugometražnim filmovima 1990-ih i 2000-ih ne nosi maramu). Dolazi iz bogate obitelji. Prepoznatljiva je po svom osjećaju za modu i po sklonosti opasnosti. Otud joj atribut danger prone, tj. sklona opasnosti. Daphne se pojavila u više serijala nego Velma i Fred.
U originalnoj verziji glas su joj posuđivale Indira Stefanianna Christopherson (1969. – 1970.), Heather North (1970. – 1985.; 1997.; 2002. – 2003.), Kellie Martin (1988. – 1992.), Mary Kay Bergman (1998. – 2000.), Grey DeLisle (2001. – danas), Amanda Seyfried (2020.) i Mckenna Grace (2020.), a u hrvatskoj sinkronizaciji Nada Rocco (1997.), Sanja Marin (1999. – 2002., 2004. – 2006., 2020.) i Mateja Majerle (2020.).
U igranim filmovima glumile su ju Sarah Michelle Gellar i Kate Melton.

## Obitelj
- George R. Blake: Daphnin otac
- Patricia Blake: Daphnina majka
- Daisy: Daphnina sestra, liječnica
- Dawn: Daphnina sestra, fotomodel
- Dorothy: Daphnina sestra, vozačica trkaćih automobila
- Delilah: Daphnina sestra, časnica američkih marinaca
- Matt Blake: Daphnin stric, uzgajivač stoke
- Olivia Derby: Daphnina teta
- John Maxwell: Daphnin ujak, redatelj
- Jennifer: Daphnina rođakinja
- Danica LaBlake: Daphnina rođakinja, slavni francuski model
- Shannon Blake: Daphnina škotska rođakinja
- Anna Blake: Daphnina mlađa rođakinja